# Santuario di Tancrémont
Il santuario di Tancrémont è una piccola cappella aperta al culto a Tancrémont, lungo la strada statale 666 che collega Pepinster a Louveigné, nella provincia di Liegi, in Belgio.

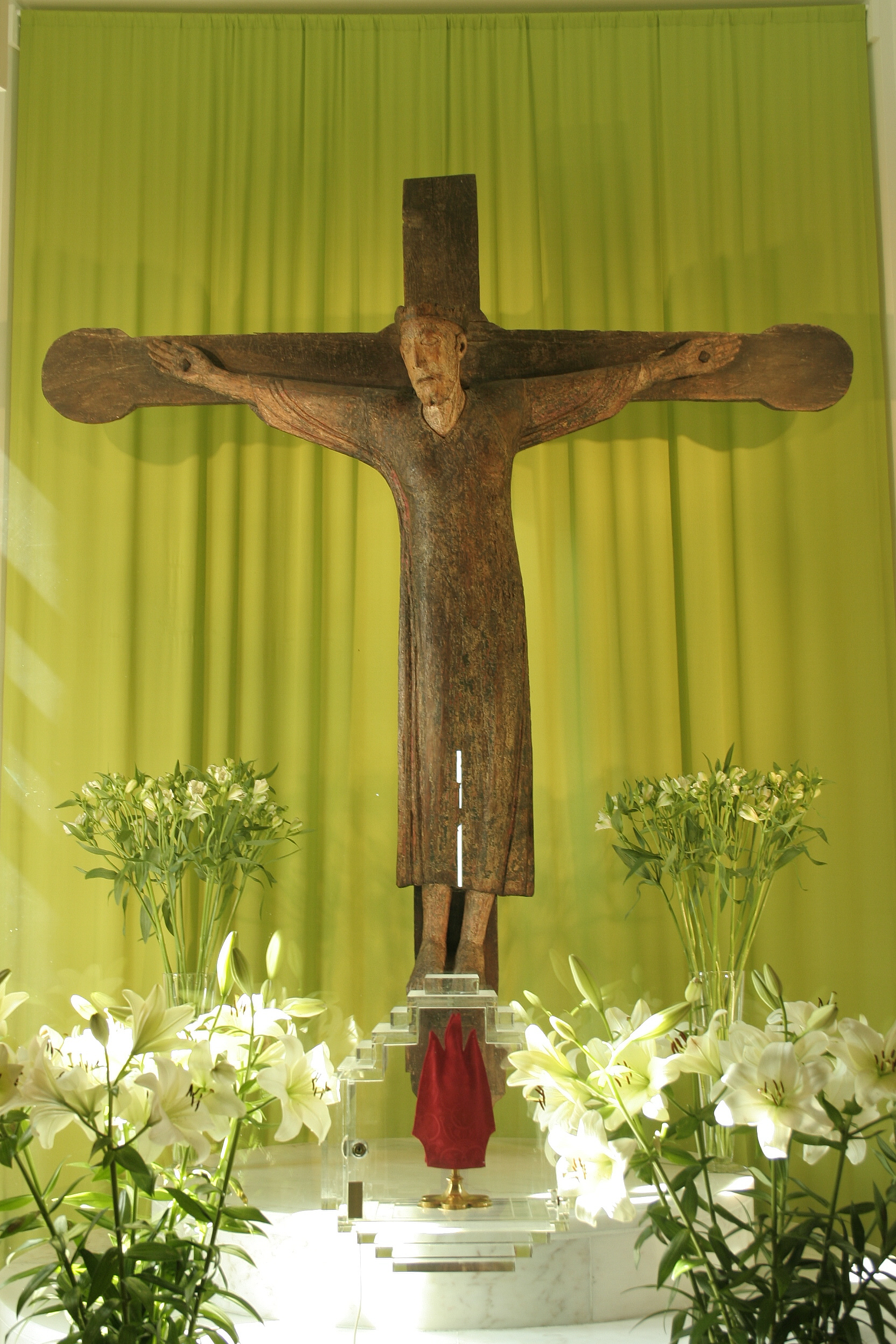
Il Buon Vecchio Dio di Tancrémont

## Storia
L'edificio venne costruito nel 1895 per dare una collocazione al crocifisso cosiddetto Christ de Tancrèmont (conosciuto anche come Vieux-Bon-Dieu), trovato da un contadino in un campo nel 1830.
Gli archivi della parrocchia di Theux citano un vecchio crocifisso nella chiesa carolingia dell'VIII secolo dei santi Hermes e Alexssandro.
Il crocifisso fu, successivamente, spostato in una cappella laterale nel XVIII secolo. Per proteggerlo da atti vandalici e di profanazione durante la Rivoluzione francese fu probabilmente sepolto in un campo e coperto da una grande pietra. Fu poi ritrovato, per caso, nel 1830.
In suo onore nel 1895 fu costruita una cappella (restaurata nel 1932 e nel 1986) che oggi dipende dall'abbazia premostratense di Averbode. Ogni giorno nella cappella si celebra una messa e la domenica si recitano i vespri in gregoriano. È presente anche una Confraternita della Santa Croce come comunità di preghiera legata al santuario.